# Term.ooo
Term.ooo ou Termo é um jogo de navegador de adivinhar palavras. Criado em janeiro de 2022 por Fernando Serboncini como uma versão em português de Wordle, foi considerado uma das grandes febres de 2022. O jogador tem seis tentativas para adivinhar uma palavra de cinco letras, sendo trocada a cada 24 horas. Quando as letras aparecem na cor verde, estão na palavra do dia e na posição correta. Quando aparecem em amarelo, a letra existe na palavra, porém, está na posição errada. As pretas não fazem parte da palavra.